# 松井靖幸
松井 靖幸（まつい やすゆき、1982年7月7日 - ）は、日本の元俳優。行政書士。熊本県出身。身長177cm。血液型A型。趣味は入浴。特技は器用貧乏。好きな言葉は“Let it be.”。取得資格は普通自動車免許、普通自動二輪免許。
ワタナベエンターテインメント所属で活動していたが、2004年に芸能界を引退した。
平成26年、行政書士登録をして現在は、熊本で行政書士事務所を開設している。

## 出演

### 雑誌
- ポポロ (2002年2月号）
- 美形カタログVol.5（2004 spring）

### 舞台
- 〜第1回奥本事務所公演〜「ヤマザキ」
- ミュージカル・テニスの王子様　Remarkable 1st Match 不動峰（2003年） - 神尾アキラ 役

### テレビドラマ
- 仔犬のワルツ 第2話〜最終話（2004年） - 三木本淳役

### PV
- RAG FAIR 「Old Fashioned Love Song」(2004年)

### CM
- 日清カップヌードル 「サッカー」篇

### Vシネマ
- 本気!26